# Patrick Heintz
Pas d'image ? Cliquez ici
Patrick Heintz, né le 4 janvier 1964, est un pilote automobile suisse, engagé en rallyes automobiles.

## Biographie
Il a participé à trois épreuves du WRC en 2006 avec sa Subaru (Monte-Carlo, France, et Allemagne).
Franz Rhomberg a été son copilote en 2001 (5es du championnat suisse), puis ce fut Roland Scherrer de 2002 à 2008.
P.Heintz a conduit des Subaru Impreza en compétitions de 2001 à 2008.
Les débuts de compétition étaient en 1986 avec une Peugeot 205 GTI en Rallye. 1987 : 2e de la Coupe Peugeot, 1989 : Vainqueur de la Coupe Daihatus Rallye. 
1993 : Coupe VW Polo, 1994-1996 Coupe Porsche Suisse.
2009 : Champion Suisse Rallye voitures historiques sur Ford Escort MkII
2009/2010 : Gagnant Arosa Classic Car Race sur Ford Escort MkII

## Palmarès

### Titre
- Champion de Suisse des Rallyes : 2004 (copilote R.Scherrer, sur Subaru Impreza WRX STI du Lugano Racing Team) ;
- 3e du championnat de Suisse des rallyes : 2005 et 2007 ;
- 4e du championnat de Suisse des rallyes : 2003 et 2008.

### Victoire en championnat de Suisse
- Rallye du Pays du Gier : 2004.